# یواس‌اس آلبانی (سی‌ال-۲۳)
یواس‌اس آلبانی (سی‌ال-۲۳) (به انگلیسی: USS Albany (CL-23)) یک کشتی بود که طول آن ۳۵۴ فوت ۹ ۱⁄۲ اینچ (۱۰۸٫۱۴۱ متر) بود. این کشتی در سال ۱۸۹۹ ساخته شد.